# Diocesi di Ciane

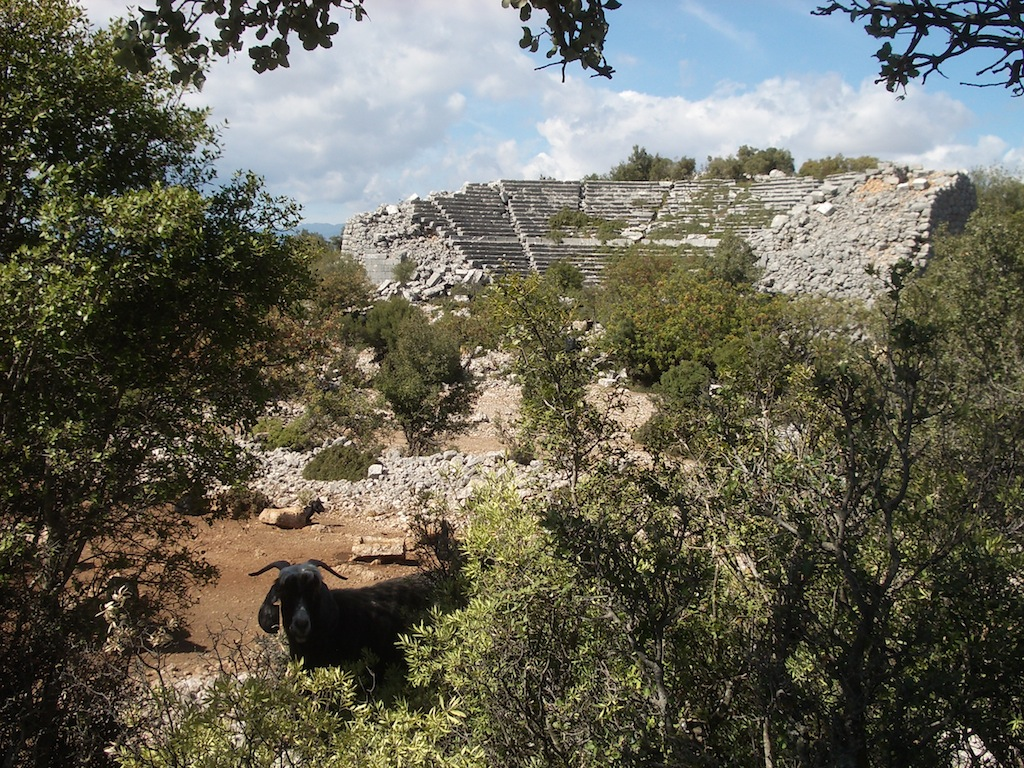
Resti dell'antica città di Cyanae.

La diocesi di Ciane (in latino: Dioecesis Cyanitana) è una sede soppressa del patriarcato di Costantinopoli e una sede titolare della Chiesa cattolica.

## Storia
Ciane, identificabile con Yavu nel distretto di Demre in Turchia, è un'antica sede episcopale della provincia romana di Licia nella diocesi civile di Asia. Faceva parte del patriarcato di Costantinopoli ed era suffraganea dell'arcidiocesi di Mira.
La diocesi è documentata nelle Notitiae Episcopatuum del patriarcato di Costantinopoli fino al XII secolo. Tuttavia nella sua opera Oriens christianus, Michel Le Quien non registra alcun vescovo.
Sono due i vescovi attribuibili a questa antica sede vescovile. Sinesio è menzionato nella dedica di un santuario consacrato alla Vergine Maria, databile tra V e VI secolo e scoperta nei resti di una basilica bizantina di Ciane. Daniele partecipò al concilio di Costantinopoli dell'879-880 che riabilitò il patriarca Fozio.
Dal 1933 Ciane è annoverata tra le sedi vescovili titolari della Chiesa cattolica; la sede è vacante dal 1º novembre 1982. Il suo unico titolare è stato il missionario verbita Vito Chang Tso-huan, già vescovo di Xinyang in Cina.

## Cronotassi

### Vescovi greci
- Sinesio † (attestato tra V e VI secolo)
- Daniele † (menzionato nell'879)

### Vescovi titolari
- Vito Chang Tso-huan, S.V.D. † (13 novembre 1949 - 1º novembre 1982 deceduto)